# Guinzeling
Guinzeling là một xã trong vùng Grand Est, thuộc tỉnh Moselle, quận Château-Salins, tổng Albestroff. Tọa độ địa lý của xã là 48° 52' vĩ độ bắc, 06° 50' kinh độ đông. Guinzeling nằm trên độ cao trung bình là m mét trên mực nước biển, có điểm thấp nhất là 232 mét và điểm cao nhất là 269 mét. Xã có diện tích 4,83 km², dân số vào thời điểm 1999 là 65 người; mật độ dân số là 13 người/km².

## Thông tin nhân khẩu
| 1962 | 1968 | 1975 | 1982 | 1990 | 1999 |
| ---- | ---- | ---- | ---- | ---- | ---- |
| 110  | 110  | 102  | 78   | 58   | 65   |